# ときめき (南こうせつの曲)
「ときめき」は、南こうせつの9枚目のシングル。1981年3月21日にキャニオンから発売された。

## 概要
- アルバム『MY HEART』の先行シングルとして発売された。また、キャニオン移籍後最初の作品となった。
- 「ときめき」は、1994年発売のベストアルバム『愛する人へ』にて初CD化されたが、現在は廃盤となっており、その他のアルバムにも収録されていないため、入手困難である。

## 収録曲
（全作曲：南こうせつ、編曲：水谷公生）
1. ときめき
作詞：南こうせつ
2. デイゴの花
作詞：岡本おさみ